# Nordland I
Nordland I — музичний альбом гурту Bathory. Виданий 18 листопада 2002 року лейблом Black Mark Production. Загальна тривалість композицій становить 59:21. Альбом відносять до напрямку вікінг-метал.

## Список пісень
Автор музики і слів Quorthon. 
| #     | Назва                                | Тривалість |
| ----- | ------------------------------------ | ---------- |
| 1.    | «Prelude»                            | 2:35       |
| 2.    | «Nordland»                           | 9:21       |
| 3.    | «Winterblot»                         | 5:17       |
| 4.    | «Dragons Breath»                     | 6:45       |
| 5.    | «Ring of Gold»                       | 5:35       |
| 6.    | «Foreverdark Woods»                  | 8:06       |
| 7.    | «Broken Sword»                       | 5:35       |
| 8.    | «Great Hall Awaits a Fallen Brother» | 8:17       |
| 9.    | «Mother Earth Father Thunder»        | 5:38       |
| 10.   | «Heimfard»                           | 2:12       |
| 59:21 |                                      |            |